# Dornier Do 26
Le Dornier Do 26 était un hydravion à coque entièrement métallique construit par la société Dornier dans les années 1930. Cet avion était prévu pour assurer les liaisons transatlantiques et devait transporter une charge utile de 500 kg entre Lisbonne et New York avec un équipage de quatre personnes.

## Conception et développement

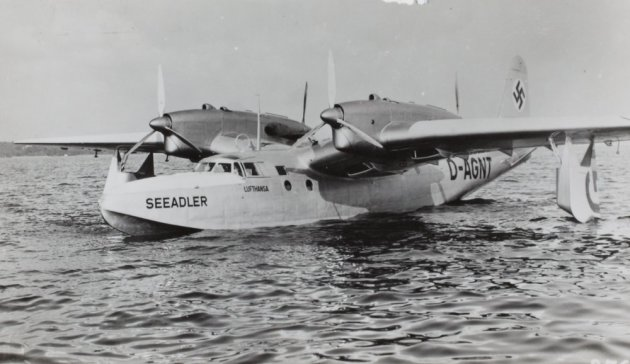
Do 26A V1 Seeadler

L'élégant Do 26, parfois appelé «le plus bel hydravion jamais construit», était entièrement en métal. La coque avait une quille centrale et une marche définie; les ailes avaient une configuration en aile de mouette, les sections extérieures étant équipées de flotteurs stabilisateurs entièrement rétractables dans la voilure.
Ses quatre moteurs Diesel, des Junkers Jumo 205C , étaient montés en paires tracteur/pousseur (deux hélices tractrices et deux propulsives métalliques tripales) dans des nacelles tandem situées au joint entre les sections dièdres et horizontales. Les moteurs arrière (pousseurs) pouvaient être relevés de 10° vers le haut pendant le décollage et l'atterrissage, afin d'éviter tout contact entre l'hélice à trois pales et la pulvérisation d'eau créée par les hélices avant.
L'empennage était de conception conventionnelle, comprenant un empennage horizontal et un seul stabilisateur vertical avec gouvernail.

## Histoire opérationnelle

### Avant-guerre
En 1937, la Deutsche Lufthansa a commandé trois Do 26, qui devaient être lancés par catapulte à partir de navires de ravitaillement spéciaux, à des fins de transport aérien transatlantique. Le premier, Do 26 A D-AGNT V1 Seeadler («Aigle de mer»), a été piloté pour son vol inaugural par le capitaine de frégate Erich Gundermann le 21 mai 1938. Le D-AWDS V2 Seefalke («Faucon de mer»), suivi le 23 novembre 1938, piloté par le capitaine d'aviation Egon Fath. Les deux furent achevés et remis à Deutsche Lufthansa avant le déclenchement de la Seconde Guerre mondiale. En raison de l'opposition des États-Unis, la compagnie aérienne allemande n'a pas été en mesure d'exploiter ces aéronefs sur la route transatlantique prévue. Au lieu de cela, ils furent utilisés pour transporter le courrier aérien entre Bathurst et Natal en Afrique du Sud en 1939. Le troisième avion, Do 26 B D-ASRA Seemöwe ("Mouette") a été achevé peu avant le début de la Seconde Guerre mondiale.
Le 14 février 1939, le capitaine d'aviation Siegfried Graf Schack von Wittenau, vétéran de la Lufthansa, embarqua pour un vol de miséricorde au Chili, transportant 580 kg de matériel médical pour les victimes du tremblement de terre. Le vol de 10 700 km a duré 36 heures.

### Seconde Guerre Mondiale
Les trois avions de la Deutsche Lufthansa ont été intégrés dans le service militaire en 1939 au début de la Seconde Guerre mondiale, comme P5 + AH, P5 + BH et P5 + CH respectivement.
Trois autres avions Do 26 (V4, V5 et V6) furent construits en tant que Do 26 C pour la Luftwaffe avec des moteurs Junkers Jumo 205D de 880 ch, plus puissants. Les trois avions d'origine ont été convertis de la même manière pour leur service militaire. Leur armement se composait d'un canon MG 151/20 de 20 mm et de trois mitrailleuses MG 15 de 7,92 mm.

#### Campagne de Norvège
Les Do 26s ont servi en avril et en mai 1940 dans la campagne norvégienne, transportant des vivres, des troupes et des blessés à destination et en provenance des forces allemandes isolées combattant à Narvik sous les ordres du général Eduard Dietl. Au cours de cette campagne, trois d'entre eux ont été perdus.
Le 8 mai 1940, le V2 Seefalke, qui transporte 18 Gebirgsjägers à destination de Narvik, est abattu par trois Blackburn Skuas du 803e Escadron de la Marine Fleet Air Arm, opérant à partir du porte-avions HMS Ark Royal de la Royal Navy. Après le combat, il s'écrase à Efjorden en Ballangen. Siegfried Graf Schack von Wittenau, l'équipage et 18 soldats ont été capturés par les forces norvégiennes. L'un des Skuas, piloté par le sous-lieutenant d'aviation du Fleet Air Arm, Philip Noel Charlton, a été touché par un tir du V2 et a atterri d'urgence à Tovik près de Harstad.
Ensuite, le 28 mai 1940, le V1 Seeadler (piloté par Ernst-Wilhelm Modrow (en)) et le V3 Seemöwe ont été incendiés et coulés à leurs amarres à Sildvik dans le Rombaksfjord près de Narvik, lorsqu'ils ont été découverts par trois Hawker Hurricane de l'escadron no 46 de la RAF dirigés par le lieutenant d'aviation néo-zélandais (plus tard capitaine de groupe) PG "Pat" Jameson. Trois canons destinés aux forces allemandes combattant dans les montagnes à l'est de Narvik ont été perdus avec la destruction des V1 et V3, tandis qu'un canon a été récupéré de l'un des avions avant qu'il disparaisse.

#### Fin de la guerre
Le V5 a été perdu le 16 novembre 1940 après avoir été lancé du navire catapulte Friesenland à Brest en pleine nuit. L'équipage n'a pas survécu. Le sort des V4 et V6, qui étaient encore assignés en 1944 à l'unité de test (Erprobungsstelle) à Travemünde, n'est pas clair.

## Variantes
Do 26A
Deux prototypes, nommés V1 (D-AGNT Seeadler) et V2 (D-AWDS Seefalke).
Do 26B
Troisième prototype, nommé V3 (D-ASRA Seemöwe).
Do 26C
Variante militaire pour la Luftwaffe, propulsée par des moteurs Junkers Jumo 205D et armée d'un canon de 20 mm MG 151/20 et de trois mitrailleuses de 7,92 mm MG 15. Trois avions construits. V1, V2 et V3 furent modifiés à un standard similaire.

## Opérateurs
Reich allemand
- Deutsche Lufthansa - deux Do 26A et un Do 26B entre 1938 et 1939.
- Luftwaffe - utilisa tous les six appareils construits.
  - Erprobungsstelle Travemünde
  - KGr.z.b.V. 108 (Trans-Ozean Staffel/KGr.z.b.V. 108)
  - Küstenfliegergruppe 406 (Sonderstaffel/Ku.Fl.Gr.406)

## Appareils survivants
Malheureusement aucun exemplaire de Do 26, à l'instar du BV 138, n'a survécu (ou du moins n'est connu). Les seuls restes de ces appareils sont les épaves des V1 Seeadler et V3 Seemöwe qui étaient situées dans les eaux norvégiennes au large de Narvik après la guerre. Le Seemöwe a été enlevé mais le fuselage et les ailes du Seeadler sont restés au fond de l'eau (et sont une attraction pour les plongeurs). Certains composants du Seeadler, y compris le tableau de bord du poste de pilotage et une hélice, sont exposés au Musée de la guerre de Narvik; Une autre hélice peut être vue à l'aéroclub de Bodø, en Norvège.

## Galerie Photos

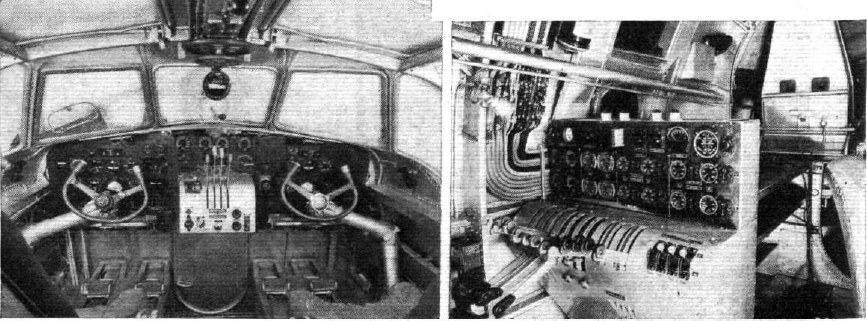
Intérieur du cockpit du Do 26 (avant guerre).
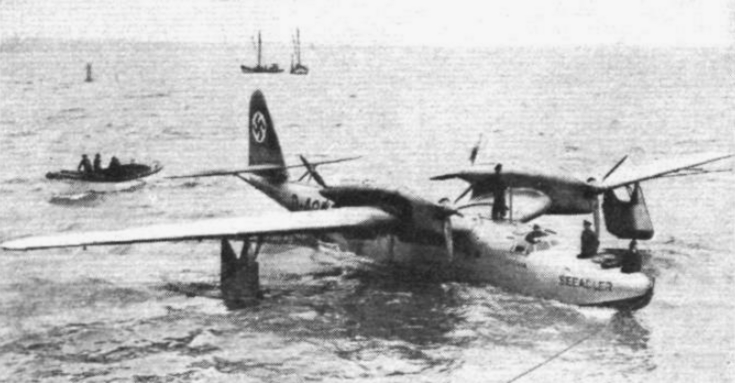
Le Seeadler ancré à son port d'attache (avant guerre).
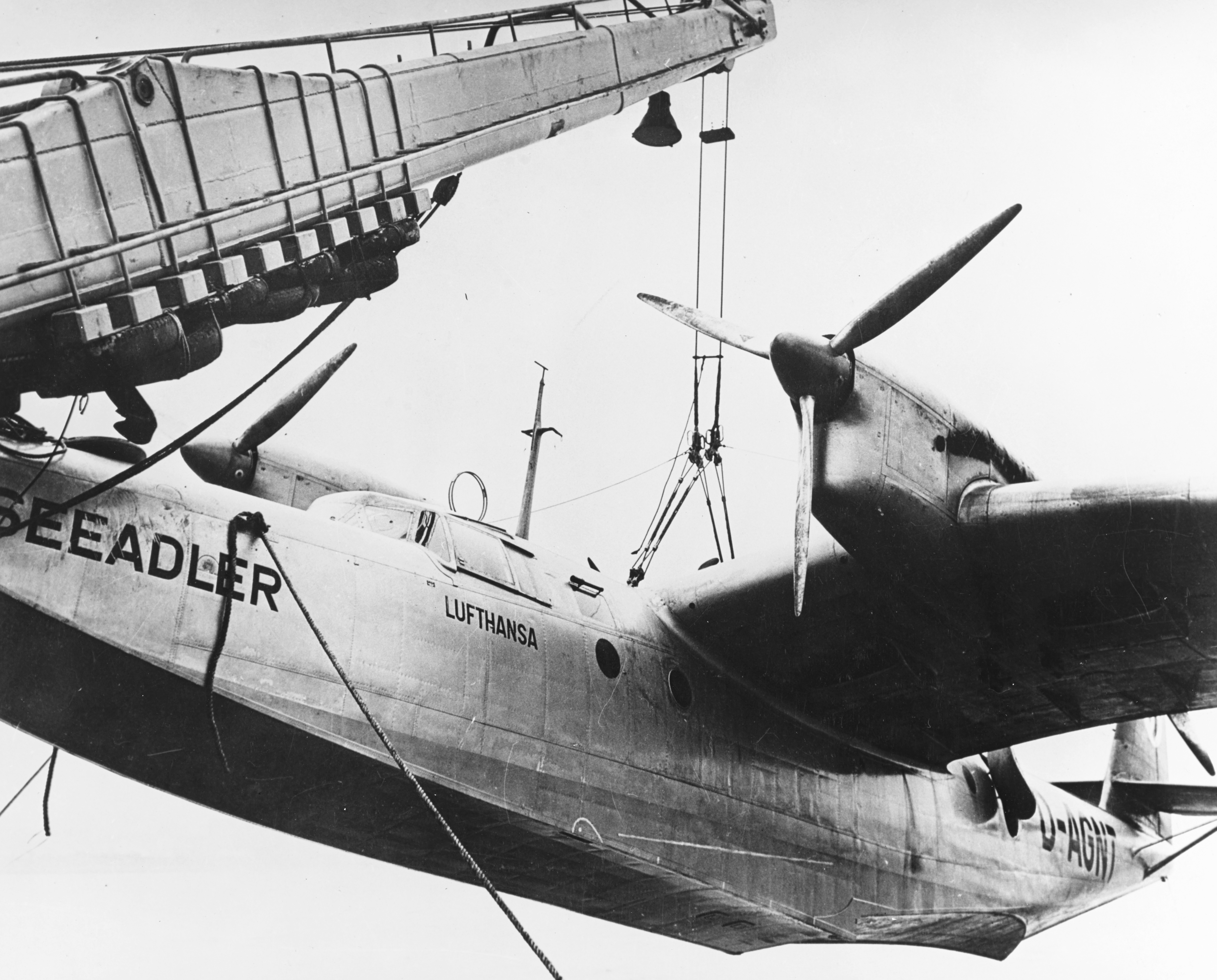
Le V1 chargé sur un navire catapulte quelque part dans l'Atlantique Sud (avant guerre).